# 878
سنة 878 م كانت سنة بسيطة تبدأ يوم الأربعاء (الرابط يظهر نموذج التقويم الكامل للسنة) من التقويم اليولياني. بدأت تسمية السنة ب878 منذ العصور الوسطى المبكرة، عندما أصبح تقويم أنو دوميني هو الأسلوب السائد في أوروبا لتسمية السنوات.

## أحداث
- نهاية حصار سرقوسة والذي بدأ في 877.

## مواليد
- أبو السائب الهمذاني

## وفيات
- جعفر بن محمد التميمي أمير صقلية.
- أبو زرعة الرازي عالم من علماء المسلمين ومحدث الراي (شمال إيران)
- أدلكيس من بينيفنتو
- إد